# Ferronigerita-2N1S
La ferronigerita-2N1S és un mineral de la classe dels òxids que pertany al grup de la nigerita. Va ser originalment anomenada nigerita, en honor de la seva localitat tipus situada a Nigèria. Va ser reanomenada d'acord amb la nova nomenclatura del grup de la nigerita, fent referència al fet que el ferro és el catió dominant i al polisoma 2N1S.

## Característiques
La ferronigerita-2N1S és un hidròxid de fórmula química (Al,Fe,Zn)₂(Al,Sn)₆O11(OH). Cristal·litza en el sistema trigonal.
Segons la classificació de Nickel-Strunz, la ferronigerita-2N1Spertany a «04.FC: Hidròxids (sense V o U), amb OH, sense H₂O; octaedres que comparteixen angles» juntament amb els següents minerals: bernalita, dzhalindita, söhngeïta, burtita, mushistonita, natanita, schoenfliesita, vismirnovita, wickmanita, jeanbandyita, mopungita, stottita, tetrawickmanita, magnesionigerita-6N6S, magnesionigerita-2N1S, ferronigerita-6N6S, zinconigerita-2N1S, zinconigerita-6N6S, magnesiotaaffeïta-6N'3S i magnesiotaaffeïa-2N'2S.

## Jaciments
La ferronigerita-2N1S va ser descoberta al districte d'Egbe (Estat de Kogi, Nigeria). També ha estat descrita al Canadà, els Estats Units, Finlàndia, Namíbia, Portugal, la República Txeca, Suècia i la Xina.